# Victor Maurel
Victor Maurel (Marsiglia, 17 giugno 1848 – New York, 22 ottobre 1923) è stato un baritono francese.

## Biografia
Diplomato al Conservatorio di Parigi, debuttò come baritono a Parigi nel 1868, ma decise di fare carriera all'estero: i migliori ruoli di baritono erano infatti dominio di Jean-Baptiste Faure, idolo delle scene parigine.
Nel 1873 si esibì presso l'Academy of Music di New York e successivamente nel Metropolitan Opera House (1894-96 e 1898-99). Cantò anche alla Royal Opera House e al Covent Garden di Londra, nel 1873-79, 1891-95 e 1904, e a Parigi, dal 1879 fino al 1894.
Fu il primo interprete di due grandi ruoli verdiani come Iago in Otello alla Scala di Milano nel 1887, e Falstaff (sempre alla Scala, nel 1893). Nel 1881, inoltre, fu il primo ad interpretare il personaggio di Simon Boccanegra nella nuova versione dell'opera approntata da Verdi per la Scala. Nel 1892 Maurel fu anche il primo Tonio nei Pagliacci di Leoncavallo.
Ebbe prevalentemente nel suo repertorio opere in francese e in italiano. È comparso anche in diverse opere di Richard Wagner ed è stato un famoso Don Giovanni nell'omonima opera di Wolfgang Amadeus Mozart. Dopo il ritiro dalle scene divenne insegnante di canto a New York, dove morì a 75 anni.
Fu uno dei migliori baritoni del suo tempo, insieme al rivale Jean Lassalle (1847-1909). Aveva una tecnica impeccabile, grande presenza scenica e capacità nell'analizzare in profondità i suoi personaggi.
Esistono alcune registrazioni della sua voce che risalgono ai primi anni del Novecento. Ha scritto anche una serie di libri su teatro e canto.

## Ruoli interpretati
- Cacico ne Il Guarany di Gomes (19 marzo 1870, Milano)
- Cambro in Fosca di Gomes (16 febbraio 1873, Milano)
- Iago in Otello di Verdi (5 febbraio 1887, Milano)
- Tonio/Taddeo in Pagliacci di Leoncavallo (21 maggio 1892, Milano)
- Il ruolo del titolo in Falstaff di Verdi (9 febbraio 1893, Milano)

## Repertorio
| Ruolo                  | Titolo               | Autore      |
| ---------------------- | -------------------- | ----------- |
| Escamillo              | Carmen               | Bizet       |
| Cacico                 | Il Guarany           | Gomes       |
| Cambro                 | Fosca                | Gomes       |
| Mefistofele Valentino  | Faust                | Gounod      |
| Ourrias                | Mireille             | Gounod      |
| Tonio/Taddeo           | Pagliacci            | Leoncavallo |
| Erode                  | Hérodiade            | Massenet    |
| Conte di Nevers        | Gli ugonotti         | Meyerbeer   |
| Nélusko                | L'africana           | Meyerbeer   |
| Don Giovanni           | Don Giovanni         | Mozart      |
| Guglielmo Tell         | Guglielmo Tell       | Rossini     |
| Amleto                 | Amleto               | Thomas      |
| Don Carlo              | Ernani               | Verdi       |
| Rigoletto              | Rigoletto            | Verdi       |
| Conte di Luna          | Il trovatore         | Verdi       |
| Simon Boccanegra       | Simon Boccanegra     | Verdi       |
| Renato                 | Un ballo in maschera | Verdi       |
| Don Rodrigo di Posa    | Don Carlo            | Verdi       |
| Amonasro               | Aida                 | Verdi       |
| Iago                   | Otello               | Verdi       |
| Sir John Falstaff      | Falstaff             | Verdi       |
| L'Olandese             | L'olandese volante   | Wagner      |
| Wolfram von Esenbach   | Tannhäuser           | Wagner      |
| Federico di Telramondo | Lohengrin            | Wagner      |